# Francesco Cilea
Francesco Cilea (parfois écrit Cilèa) est un compositeur italien, né le 23 juillet 1866 à Palmi (région de Calabre) et mort le 20 novembre 1950 , à Varazze (région de Ligurie). Son Adriana Lecouvreur reste son opéra le plus connu, créé avec Enrico Caruso. Son dernier opéra est Gloria (1907).

## Biographie
Francesco Cilea commence ses études au Conservatoire de Naples (1881-1889) avec Beniamino Cesi pour le piano et Paolo Serrao pour la composition.
Il donne son premier opéra, Gina, en 1889, suivi du succès de Tilda en 1892. Il enseigne le piano (1894-1896) et l'harmonie à l'Instituto Musicale de Florence. Son œuvre marquante est L'Arlesiana d'après Alphonse Daudet, remaniée deux fois, pour ne trouver sa forme définitive qu'à la reprise en 1912 au Teatro San Carlo de Naples.
Il dirige le conservatoire de Palerme (1913-1916) puis le conservatoire San Pietro a Majella de Naples (1916-1935).
Il est membre de l'Accademia musicale de Florence (1898) et fait chevalier de l'ordre de la Couronne d'Italie (1893).
Proche du vérisme italien dans ses premiers opéras, il s'en écarte ensuite pour faire une orchestration plus limpide en utilisant une écriture vocale plus nuancée.

## Ses œuvres

### Opéras
- Gina (Naples, 9 février 1889),
- La Tilda (Florence, 7 avril 1892),
- L'Arlesiana, d'après Daudet (Milan, 27 novembre 1897 - révisé et réduit de 4 à 3 actes et créé à Milan le 22 octobre 1898),
- Adriana Lecouvreur, d'après Eugène Scribe, son plus célèbre opéra (Milan, 6 novembre 1902 - Covent Garden, 8 novembre 1904 - Metropolitan Opera, 26 novembre 1906),
- Gloria (Scala de Milan, 15 avril 1907).

### Autres œuvres
- Poema sinfonico pour soliste, chœur et orchestre (Gênes, 12 juillet 1913),
- Trio avec piano (1896),
- Sonate pour violoncelle et piano (1931),
- des pièces pour piano et des mélodies.

## Discographie
- L'Arlesiana, avec Marianne Cornetti, Giuseppe Gipali, Angela Maria Biasi, Ambrogio Maestri, Michael Chioldi, Enrico Iordi, Gaëlle Le Roi, Chœurs de l'Opéra National de Montpellier, Orchestre National de Montpellier, direction Friedemann Layer (2005 / 2 CD ACCORD)
- Adriana Lecouvreur, avec Renata Tebaldi, Mario del Monaco, Giulietta Simionato, Giulio Fioravanti, Silvio Maionica, Franco Ricciardi, Dora Carral, Fernanda Cadoni, Giovanni Foiani, Angelo Mercuriali, Chœurs et Orchestre de l'Académie Sainte-Cécile de Rome, direction Franco Capuana (1961 / 2 CD DECCA)
- La Tilda, orchestration Giancosimo Russo (2025 / 2 CD BONGIOVANNI)